# 5020 Азімов
5020 Азі́мов (5020 Asimov) — астероїд головного поясу, відкритий 2 березня 1981 року.
Тіссеранів параметр щодо Юпітера — 3,673.